# Iris prismatica
Iris prismatica là một loài thực vật có hoa trong họ Diên vĩ. Loài này được Pursh miêu tả khoa học đầu tiên năm 1814.